# Side Trips
| Recensione              | Giudizio    |
| ----------------------- | ----------- |
| AllMusic                | [ 3 ]       |
| Debaser                 | [ 4 ]       |
| Sputnikmusic            | 3.7 (Great) |
| Piero Scaruffi          | [ 6 ]       |
| AlohaCriticón           | [ 7 ]       |
| Dizionario del Pop-Rock | [ 8 ]       |
| 24.000 dischi           | [ 9 ]       |

Side Trips è l'album di debutto del gruppo statunitense Kaleidoscope pubblicato originariamente per la Epic Records.

## Il disco
Fu pubblicato dalla Epic Records nel maggio del 1967 (e ripubblicato, sempre in vinile, dalla Sundazed Records nel 2007). L'album è caratterizzato dal polistrumentismo dei membri del gruppo. La musica è il risultato di una miscela tra psichedelia, musica folk orientale, primi Beatles, Blues.

## Tracce
Lato A
1. Egyptian Gardens – 3:05 (Solomon Feldthouse)
2. If the Night – 1:45 (Chris Darrow)
3. Hesitation Blues – 2:25 (Charlie Poole)
4. Please – 3:10 (Mark Freedman, David Feldthouse)
5. Keep Your Mind Open – 2:15 (Chris Darrow)

Lato B
1. Pulsating Dream – 1:58 (Chris Darrow)
2. Oh Death – 3:25 (John Reed)
3. Come On In – 2:07 (Brano tradizionale, arrangiamento David Lindley)
4. Why Try – 3:43 (David Lindley)
5. Minnie the Moocher – 2:13 (Irving Mills, Cab Calloway, Clarence Gaskill)

## Formazione
- David Solomon Feldthouse - saz bouzookee, dobro, vina, doumbeg, dulcimer, fiddle, chitarra a dodici corde
- David Perry Lindley - banjo, fiddle, mandolino, chitarra, chitarra harpa, banjo a sette corde
- Christopher Lloyd Darrow - basso, banjo, mandolino, fiddle, autoharp, armonica, clarinetto
- Chester Crill (a volte è indicato con pseudonimi come Fenrus Epp o Max Buda) - violino, viola, basso, piano, organo, armonica
- John Vidican - percussioni[17]

Note aggiuntive
- Barry Friedman - produttore (per la Your Management Company)
- Mike Goldberg - supervisore alla produzione
- Arnold Shaw - note retrocopertina album originale